# Деревянко, Павел Юрьевич
Па́вел Ю́рьевич Деревя́нко (род. 2 июля 1976, Таганрог, Ростовская область) — российский актёр театра, кино, телевидения, озвучивания и дубляжа.

## Биография

### Ранние годы
Родился 2 июля 1976 года в Таганроге, Ростовская область, СССР. Рос в рабочей семье, учился в школе № 7 в том же Таганроге, учился плохо, впоследствии оставшись на второй год в восьмом классе, в одном из интервью отметил, что тяжело давались физика, химия и алгебра, а также всё что с ними связано. Несмотря на плохие оценки, Деревянко интересовался спортом, а именно единоборствами, впоследствии заняв в 13 лет 2-е место по Таганрогу. Перед тем, как стать артистом, успел отучиться 3 месяца на повара в техникуме, а также на парикмахера и пытался поступить в медучилище. В 15 лет решил стать артистом и начал посещать театральную студию «Лестница». Сыграв несколько ролей в театре, решил поступить в Российскую академию театрального искусства (сокр. ГИТИС), на втором курсе которой понял, что хочет заниматься актёрской деятельностью. В 2000 году закончил академию.

### Карьера
Когда на втором курсе ГИТИСа (курс Леонида Хейфеца) с другими студентами ставили спектакль «Затоваренная бочкотара», Павла Деревянко заметил режиссёр Александр Котт; через три года, когда Котт начал съёмки своего фильма «Ехали два шофёра», он разыскал юношу. В то время Деревянко репетировал в проекте Олега Меньшикова «Кухня», но от предложения Котта не отказался: в кинокартине он сыграл главную роль шофёра Кольки Снегирёва (из песни «Чуйский тракт»).
С 2007 года Павел Деревянко работает в Московском театре имени Моссовета, дебютировав в раскритикованном спектакле «лишённой и общественного, и политического темперамента» Нины Чусовой «Крошка Цахес». «От исполнителя заглавной роли Павла Деревянко потребовались почти исключительно умения акробатические да „спичечный“ темперамент. Его герой передвигается сначала на тележке, потом семенит крохотными ножками (актёр передвигается на коленках), скалит накладные зубы, корчит рожи и всячески кривляется, то пародируя поэтов в гостиной, то политиков на митинге», — отметила критик Ольга Егошина.
Со слов Никиты Михалкова, Павел Деревянко относится к числу самых высокооплачиваемых артистов в российском кино: за съёмочный день ему платят 300 тысяч рублей, или около 4 тысяч долларов, что не уступает заработкам актёров в Голливуде.

### Общественная позиция
В 2012 году подписал открытое письмо с требованием прекратить уголовное преследование рок-группы Pussy Riot за панк-молебен в Храме Христа Спасителя. В 2019 году принял участие в общественной кампании в поддержку арестованных и осуждённых по «московскому делу». В 2021 году поддержал Алексея Навального после его ареста. Позднее Деревянко попал в стоп-лист актёров холдинга «Газпром-Медиа».
В августе 2023 года, на фоне российского вторжения на Украину, посетил больницу с ранеными российскими военнослужащими в оккупированном Донбассе, заявив «Пришло время навестить наших ребят и определиться, на какой я стороне».

### Личная жизнь
Имеет судимость, полученную в 1996 году за торговлю марихуаной; по результатам разбирательства суд вынес мягкий приговор, назначив  ему год лишения условно с соответствующим испытательным сроком. Также имеет ещё одну судимость за сутенёрство, полученную в 1990-х годах.
Встречался с Дарьей Мясищевой (юристом по образованию), после чего в 2010 году у пары родился ребёнок. Актёр проживал отдельно, навещая дочь.
В 2014 году у пары появилась вторая дочь; с этого года актёр проживал совместно с Дарьей Мясищевой и дочерьми, поскольку вернулся к ней. В 2019 году актёр приобрёл участок на Алтае — пара планировала там строить дом. В декабре 2020 года они разошлись.
8 августа 2025 года женился на своей  подруге, бизнес-вумен Зое Фуць (в девичестве Коровина). 
Фанат московского футбольного клуба «Динамо».

## Работы

### Театр
- «Затоваренная бочкотара» — Володя Телескопов
- «Роберто Зукко» — Роберто Зукко
- «Шинель» — Акакий Акакиевич Башмачкин (РАМТ)
- «Герой» — Кристофер Мехоун (РАМТ)
- «Имаго pigmalionum» — полковник Пиккеринг (Антреприза Павла Каплевича)
- «Дама ждёт, кларнет играет» — молодой любовник
- «Мастер и Маргарита» — Кот Бегемот (Драматический театр им. К. С. Станиславского)
- «Би-фем» — мать
- «Вий» — Хома Брут (Драматический театр им. А. С. Пушкина)
- «Крошка Цахес» — Цахес
- «Русские горки» — Гуго Пекторалис
- «Дядя Ваня» в постановке Андрея Кончаловского — дядя Ваня
- «Портрет» — Чартков
- «Три сестры» в постановке Андрея Кончаловского — Николай Львович Тузенбах
- «Великолепный рогоносец» — Бруно

### Фильмография
— главная роль

| Год          |     | Название                              | Роль |  |
| ------------ | --- | ------------------------------------- | --- |  |
| 2001         | ф   | Ехали два шофёра                      | Николай Снегирёв, водитель грузовика «ГАЗ-АА»                                                               |  |
| 2001         | ф   | Три сестрички                         | санитар |  |
| 2001         | ф   | Смеситель                             | Ефросинья                                                                                                   |  |
| 2002         | ф   | По ту сторону волков                  | парализованный инвалид Володя                                                                               |  |
| 2003         | с   | Ледниковый период                     | опер Женя Чистяков                                                                                          |  |
| 2003         | с   | Участок                               | фельдшер Вадик                                                                                              |  |
| 2003         | с   | Стилет                                | Коля («Бочка»)                                                                                              |  |
| 2003         | с   | Родина ждёт                           | Моршанский-младший                                                                                          |  |
| 2003         | ф   | Как бы не так                         | Женя |  |
| 2003         | ф   | Француз                               | попутчик Поля в поезде                                                                                      |  |
| 2003         | ф   | Бабуся                                | друг Вити                                                                                                   |  |
| 2003         | ф   | Антикиллер 2: Антитеррор              | сержант Бабочкин (1 серия; нет в титрах)                                                                    |  |
| 2004         | с   | Женщины в игре без правил             | Витька Коршунов                                                                                             |  |
| 2004         | с   | Штрафбат                              | «Цыпа», штрафник (1—3 серии)                                                                                |  |
| 2005         | ф   | Взять Тарантину                       | Гоша (друг Макса)                                                                                           |  |
| 2005         | ф   | Анна                                  | Николай Романов                                                                                             |  |
| 2005         | ф   | Дело о «Мёртвых душах»                | Иван Афанасьевич Шиллер / Акакий Акакиевич Башмачкин                                                        |  |
| 2005         | с   | Есенин                                | Алексей Алексеевич Ганин, русский поэт и прозаик, близкий друг Сергея Есенина                               |  |
| 2005         | ф   | Люби меня                             | Шурик (Александр Евгеньевич) / Мара, прислуга и подруга Киры Сергеевны                                      |  |
| 2005         | ф   | Бой с тенью                           | Олег Петрович Тимохин, друг Колчина с интерната                                                             |  |
| 2006         | ф   | Девять жизней Нестора Махно           | Нестор Махно                                                                                                |  |
| 2006         | с   | Заколдованный участок                 | Вадик, студент-криминалист                                                                                  |  |
| 2007         | ф   | Неваляшка                             | Иван Жуков («Неваляшка»)                                                                                    |  |
| 2007         | ф   | Бой с тенью 2: Реванш                 | Тимоха |  |
| 2007         | с   | Ленинград                             | Терёхин |  |
| 2007         | с   | Иное                                  | эпизод |  |
| 2007         | ф   | Кука                                  | Серёга |  |
| 2007         | ф   | Беглянки                              | Веня |  |
| 2007         | с   | Громовы. Дом надежды                  | Дерево |  |
| 2008         | с   | Братья Карамазовы                     | Павел Смердяков                                                                                             |  |
| 2008         | ф   | Плюс один                             | Кролик, ростовая кукла                                                                                      |  |
| 2008         | ф   | Гитлер капут!                         | штандартенфюрер СС Олаф Шуренберг / Александр (Шура) Исаевич Осечкин, советский разведчик, шпион-суперагент |  |
| 2009         | ф   | На море!                              | Паша |  |
| 2009         | ф   | Неоконченный урок                     | Николай Иванович                                                                                            |  |
| 2009         | ф   | Кошечка                               | гость на свадьбе                                                                                            |  |
| 2010         | ф   | Счастливый конец                      | стриптизёр Паша Давыденко                                                                                   |  |
| 2010         | ф   | Брестская крепость                    | полковой комиссар Ефим Моисеевич Фомин                                                                      |  |
| 2010         | ф   | Любовь под прикрытием                 | Гера Суслятин                                                                                               |  |
| 2010         | ф   | Любовь в большом городе 2             | охранник спорт-корпуса                                                                                      |  |
| 2010         | ф   | Я не я                                | певец Ангел (был в теле Виктора Запальцева)                                                                 |  |
| 2010         | ф   | Самка                                 | милиционер                                                                                                  |  |
| 2010         | ф   | Всем скорбящим радость                | Степан |  |
| 2011         | ф   | Люблю и точка                         | Алик |  |
| 2011         | ф   | Утомлённые солнцем 2: Цитадель        | безногий солдат-жених                                                                                       |  |
| 2011         | ф   | Slove. Прямо в сердце                 | сотрудник ГИБДД                                                                                             |  |
| 2011         | ф   | Неваляшка-2                           | Иван Жуков («Неваляшка»)                                                                                    |  |
| 2012         | ф   | Ржевский против Наполеона             | поручик Ржевский / графиня Ржевская                                                                         |  |
| 2012         | с   | Небесные родственники                 | дедушка |  |
| 2012—2016    | с   | Обратная сторона Луны                 | Михаил Михайлович Соловьёв (2011) / Михаил Иванович Соловьёв (1979)                                         |  |
| 2013         | с   | Оттепель                              | Геннадий Петрович Будник, актёр                                                                             |  |
| 2013         | с   | Чёрные кошки                          | Егор Никитич Драгун, сотрудник уголовного розыска                                                           |  |
| 2013         | с   | Красные горы                          | Валерик Воронов, бандит                                                                                     |  |
| 2014         | с   | Тальянка                              | Василий Сталин                                                                                              |  |
| 2014         | ф   | Скорый «Москва — Россия»              | Алексей |  |
| 2014         | ф   | Смешанные чувства                     | Пётр |  |
| 2014         | кор | Ночные зимние люди                    | Лёша |  |
| 2015         | ф   | Кровавая леди Батори                  | Атилла, следователь                                                                                         |  |
| 2015         | с   | Великая                               | Пётр III, великий князь, будущий император                                                                  |  |
| 2015         | с   | Творцы                                | Антон |  |
| 2016         | ф   | Пятница                               | Геннадий Антонов, психолог                                                                                  |  |
| 2016         | ф   | СуперБобровы                          | Олег |  |
| 2017         | ф   | Гоголь. Начало                        | Александр Сергеевич Пушкин                                                                                  |  |
| 2017         | ф   | Салют-7                               | Виктор Алёхин, бортинженер «Союз Т-13» (прототип — Виктор Савиных)                                          |  |
| 2017         | с   | Лачуга должника                       | Павел Юрьевич Белобрысов                                                                                    |  |
| 2018         | ф   | Ночная смена                          | Сергей |  |
| 2018         | мф  | Смешарики. Дежавю                     | агент Крот                                                                                                  |  |
| 2018         | ф   | Гоголь. Страшная месть                | Александр Сергеевич Пушкин                                                                                  |  |
| 2018         | ф   | СуперБобровы. Народные мстители       | Олег |  |
| 2018         | с   | Домашний арест                        | Аркадий Борисович Аникеев, мэр Синеозёрска, бывший муж Вики, любовник Лёли.                                 |  |
| 2019         | ф   | За кулисами                           | актёр |  |
| 2019         | с   | Гоголь                                | Александр Сергеевич Пушкин                                                                                  |  |
| 2019         | ф   | Домовой                               | кот (озвучка)                                                                                               |  |
| 2019         | ф   | Марафон желаний                       | Никита |  |
| 2019—2022    | с   | Дылды (с 1-го сезона)                 | Михаил Петрович Ковалёв, тренер команды педагогического института, родной отец Кристины                     |  |
| 2019         | ф   | Одесский пароход                      | Стёпа |  |
| 2020 — н. в. | мс  | Простоквашино                         | пёс Шарик (с 30 по 107 серии)                                                                               |  |
| 2020         | с   | Проект «Анна Николаевна»              | камео |  |
| 2020         | с   | Окаянные дни (новелла «Деловые люди») | автолюбитель, владелец сети барбершопов Геннадий Борисович                                                  |  |
| 2020         | с   | Беспринципные                         | Славик (рассказчик), Вячеслав Корн                                                                          |  |
| 2020         | с   | Идеальная семья                       | Алексей Соколов, инженер, муж Кати, отец Юли и Вани                                                         |  |
| 2021         | ф   | Конёк-Горбунок                        | Конёк-Горбунок (озвучка)                                                                                    |  |
| 2021         | ф   | Бендер: Начало                        | Нестор Махно                                                                                                |  |
| 2021         | ф   | Бендер: Золото империи                | Нестор Махно                                                                                                |  |
| 2021         | ф   | Подельники                            | Витя Людоед                                                                                                 |  |
| 2021         | с   | В Бореньке чего-то нет                | Павел Деревянко                                                                                             |  |
| 2022         | с   | Darknet                               | «Хук» |  |
| 2022         | ф   | Медея                                 | бывший муж Лизы                                                                                             |  |
| 2023         | с   | Сансара                               | Андрей |  |
| 2023         | с   | Котострофа                            | рыжий кот (озвучка)                                                                                         |  |
| 2023         | ф   | Иван Васильевич меняет всё            | кинорежиссёр Карп Савельевич Якин                                                                           |  |
| 2023         | ф   | Беспринципные в деревне               | Славик |  |
| 2023         | с   | Короче, план такой                    | Пако |  |
| 2023         | с   | Волшебный участок                     | Змей Горыныч                                                                                                |  |
| 2023         | с   | Ласт квест                            | актёр |  |
| 2024         | ф   | Холоп 2                               | актёр в роли «Наполеона Бонапарта»                                                                          |  |
| 2024         | ф   | Конец славы                           | Вячеслав Агеев                                                                                              |  |
| 2024         | ф   | Золото Умальты                        | Кузьма |  |
| 2024         | ф   | Он + она                              | он |  |
| 2024         | с   | Первый номер                          | Дмитрий Кравцов, кинопродюсер                                                                               |  |
| 2024         | с   | Как Деревянко Ломоносова играл        | Павел Деревянко                                                                                             |  |
| 2024         | с   | Третье сентября                       | Утёс |  |

### Дубляж
| Год  |    | Русское название | Оригинальное название | Роль                         |
| ---- | -- | ---------------- | --------------------- | ---------------------------- |
| 2011 | мф | Рио              | Rio                   | попугай Голубчик (англ. Blu) |
| 2014 | мф | Рио 2            | Rio 2                 | попугай Голубчик (англ. Blu) |

## Награды и номинации
- 2014 — номинация на премию «Золотой орёл» за за лучшую мужскую роль на телевидении (телесериал «Обратная сторона Луны»)[26]
- 2020 — премия «Золотой орёл» за за лучшую мужскую роль на телевидении (телесериал «Домашний арест»)[27][28]
- 2021 — премия «Кинотавр» за лучшую мужскую роль (фильм «Подельники»)[29]
- 2022 — премия «Белый слон» за лучшую мужскую роль второго плана (фильм «Подельники»)[30]
- 2022 — диплом за лучшее исполнение мужской роли XXIV Всероссийского кинофестиваля «Шукшинские дни на Алтае» (фильм «Подельники»)[31]